# EuroChor
EuroChor is een internationaal koorproject, georganiseerd door AGEC.

## Concept
EuroChor is een tijdelijk koor, samengesteld uit jongvolwassenen (tussen 18 en 30 jaar) die afkomstig zijn uit een tiental Europese landen. Ze repeteren een week tijdens de zomervakantie. Ze worden begeleid door enkele dirigenten en een stempedagoog. Het vindt jaarlijks plaats in een van de deelnemende landen.
EuroChor werd voor het eerst georganiseerd in 1982.
Een van de belangrijke elementen van EuroChor is de culturele verscheidenheid die een grote rijkdom is voor het eengemaakt Europa.

## Plaatsen waar EuroChor plaatsvond
- 1982: Innsbruck (Oostenrijk)
- 1983: Hamburg (Duitsland)
- 1984: Vaduz (Liechtenstein)
- 1985: Bolzano (Italië)
- 1987: Arnhem (Nederland)
- 1988: Berlijn (Duitsland)
- 1989: Warschau (Polen)
- 1990: Zeillem/Linz (Oostenrijk)
- 1991: Arnhem (Nederland)
- 1992: Poeldijk (Nederland)
- 1993: Koksijde (België)
- 1994: Gwatt/Interlaken (Zwitserland)
- 1995: Trossingen/Freiburg (Duitsland)
- 1996: Boedapest (Hongarije)
- 1997: Bolzano (Italië)
- 1998: Graz (Oostenrijk)
- 1999: Waldfischbach (Duitsland)
- 2000: Boedapest (Hongarije)
- 2001: Olsztyn (Polen)
- 2002: Brugge (België)
- 2003: Berlijn (Duitsland)
- 2004: Luzern (Zwitserland)
- 2005: Wenen (Oostenrijk)
- 2006: Dresden (Duitsland)
- 2007: Mechelen (België)
- 2008: Brixen (Bressanone, Italië)
- 2009: Pomáz (Hongarije)
- 2010: Niš (Servië)
- 2011: Arco (Italië)

## Deelnemende landen tijdens de laatste editie
- België
- Duitsland
- Italië (aparte delegaties uit Trentino en Zuid-Tirol)
- Liechtenstein
- Nederland
- Oostenrijk
- Servië
- Tsjechië
- Zwitserland